# Paradise Hotel (Danmark, sæson 2)
 Denne artikel omhandler Paradise Hotel, sæson 2. Opslagsordet har også en anden betydning, se Paradise Hotel (flertydig).
Den anden sæson af tv-serien Paradise Hotel i Danmark blev sendt i 2006.
- Vært: Ibi Støving
- Vindere: Linda (175.000 kr.) og David (0 kr.)[2][3]
- Finalister: Emil (37.500 kr.) og Mirja (37.500 kr.)
- Jury: Michael, Sofie, Maja, Bjørn, Camilla, Ricco og Zara
- Vindere af mindre beløb: Michael (1.000 kr.), Emil (37.500 kr.) og Mirja (37.500 kr.)
- Mr. Paradise: David[4]
- Miss Paradise: Camilla[5]
- Titelmelodi: Bryan Rice – Homeless Heart
- Antal afsnit: 48
- Antal deltagere: 28

## Deltagere i Sæson 2
| Navn                                   | Fra        | Tjekket ind | Tjekket ud     |
| -------------------------------------- | ---------- | ----------- | -------------- |
| Linda Algaard                          |            | Ep 1        | VINDER         |
| David Langhoff Jensen                  |            | Ep 5        | VINDER         |
| Emil Debski                            | Odense     | Ep 1        | Finalen        |
| Mirja Østergaard                       | Hørsholm   | Ep 1, 40    | Ep 28, Finalen |
| Michael Martil, (Jury)                 |            | Ep 29       | Ep 47          |
| Sofie Christina Pamer, (Jury)          | Amager     | Ep 33       | Ep 47          |
| Maja Hansen, (Jury)                    |            | Ep 25       | Ep 46          |
| Bjørn Bjarne Biceps Jacobsen, (Jury)   |            | Ep 21       | Ep 44          |
| Camilla Suddergaard Eisenreich, (Jury) | Espergærde | Ep 1        | Ep 42          |
| Nadia Maria Lange                      |            | Ep 33, 40   | Ep 33, 41      |
| Ricco Clausen, (Jury)                  |            | Ep 1, 26    | Ep 16, 40      |
| Zara Yüksel, (Jury)                    |            | Ep 1        | Ep 38          |
| Myriam Hansen                          | Skive      | Ep 17       | Ep 36          |
| Diana Preuss                           |            | Ep 11, 30   | Ep 20, 32      |
| Michael Mukendi                        |            | Ep 5        | Ep 32          |
| Thomas Jensen                          |            | Ep 29       | Ep 29          |
| Daniella Hansen                        | Skive      | Ep 17       | Ep 28          |
| Lasse Jacob Pedersen                   |            | Ep 1        | Ep 24          |
| Mike Gabel Westh Jensen                |            | Ep 13       | Ep 24          |
| Henrik Møller                          |            | Ep 13       | Ep 13          |
| Karina Christensen                     |            | Ep 1        | Ep 12          |
| Helene Burwitz                         |            | Ep 9        | Ep 12          |
| Edel Cecilie Handeland                 |            | Ep 9        | Ep 9           |
| Benjamin Bjørn Heede                   |            | Ep 1        | Ep 8           |
| Ali Dennis Jobe                        |            | Ep 1        | Ep 5           |
| Anna Riis Sprange                      |            | Ep 1        | Ep 4           |
| Mikkel Odgaard                         |            | Ep 1        | Ep 2           |